# Солнечный свет на втором этаже
«Солнечный свет на втором этаже» (англ. Second Story Sunlight) — картина американского художника-реалиста Эдварда Хоппера, написанная в 1960 году. На картине показан вид второго этажа дома, на балконе которого изображены две женщины разного возраста. Пожилая женщина читает газету, а младшая сидит на перилах.
Хоппер описал картину искусствоведу Кэтрин Ку как одну из своих любимых. Хранится в коллекции музея американского искусства Уитни.

## История
По словам Хоппера, картина была «попыткой написать солнечный свет белым цветом практически без желтого пигмента», что предоставляло возможность «зрителю интерпретировать картину с любой психологической точки зрения». Жена Хоппера Жозефина позировала при написании обеих женщин. Но этот факт оспаривали соседи Хоппера, Мария Стивенс и ее дочь-подросток Ким, которые утверждали, что молодая женщина, должно быть, списана с одной из них, ссылаясь на размер изображенной женщины. Картина была закончена 15 сентября 1960 года.